# Loíza
Loíza ist eine Stadt im Nordosten Puerto Ricos.

## Geografie

### Geografische Lage
Loíza liegt nördlich von Canóvanas, östlich von Carolina und westlich von Río Grande.

### Ausdehnung des Stadtgebiets
Bei 32.537 Einwohnern (Stand: 2000) auf einer Fläche von 50,36 km² ergibt sich eine Bevölkerungsdichte von 646,1 Einwohnern pro km². In den 10.927 Haushalten lebten 20,1 % Weiße, 67,2 % Afro-Latinos, 0,7 % indigene Amerikaner, 0,2 % Asiaten, 0,1 % aus dem Pazifik, 6 % aus anderen Ethnien und 5,6 % gemischte. In 45,8 % der Haushalte lebten Kinder unter 18 Jahren, in 49,1 % verheiratete Paare, 29,7 % Single-Frauen und 16,3 % Nicht-Familien. Das Durchschnittsalter (Median) der Einwohner beträgt 27 Jahre. Das Pro-Kopf-Einkommen beträgt rund 4700 $ und 67 % der Einwohner leben wegen der Vernachlässigung durch die Regierung oder unfähige Bürgermeister unterhalb der Armutsgrenze.

### Stadtgliederung
Loíza erstreckt sich über die fünf Stadtbezirke Las Cuevas, Medianía Baja, Parcelas Suárez, Medianía Alta und Torrecilla Baja sowie das Stadtzentrum Loíza Pueblo.

## Geschichte
Loíza wurde 1692 offiziell zur Stadt ernannt und nach dem weiblichen Häuptling Yuisa oder Luisa benannt, der auf der Insel herrschte, als die spanischen Eroberer eintrafen. In den ersten Jahren wuchs die Bevölkerung durch befreite oder geflohene afrikanische Sklaven und Taíno-Indianer.
Zu Beginn der 1930er Jahre wurden Einwohner aus Loíza aus dem heutigen Isla Verde in Carolina nach Sabana Abajo in Carolina gebracht, um Platz für den heutigen internationalen Flughafen Luis Muñoz Marín. Deshalb haben viele Einwohner aus Carolina ihre Wurzeln in Loíza und viele Familien sagen, dass sie aus beiden Gebieten stammen.

## Politik

### Bürgermeister
Der Bürgermeister Eddie M. Manso Fuentes gehört der Partido Nuevo Progresista an.

### Wappen, Flagge und Hymne
Im Mittelpunkt des Wappens steht der Reiter Santiago Apostle, den die Loiceños unter anderem beim traditionellen Festival am 25. Juli verehren. Die Flammen symbolisieren den Heiligen Geist, den Träger der sieben Geschenke, einen Titel der alten Kirche von Loíza. Die wellenförmigen Streifen deuten den Fluss Grande de Loíza an, der die Geographie, Geschichte und Literatur von Puerto Rico geprägt hat. Die Krone ist das Zeichen des Taíno-Häuptlings Yuisa, der in diesem Gebiet lebte und auf tragische Weise zu Tode kam. Die Kleeblätter repräsentieren den heiligen Patrick, den Apostel der Insel und Patron der Bevölkerung.
Die Flagge besteht aus drei wellenförmigen Streifen in den Farben rot, gold und grün. Die Silhouette eines Glockenturms im ersten Streifen erinnert an die religiöse Tradition und dient als Symbol der Kirche des heiligen Patrick.
Die Hymne Loiceños en Acción wurde von Lolita Cuevas verfasst.
Loiceño en acción

deja huella de tu yo

en tu tradición;

tu bandera has de honrar,

tus raíces y tu himno exaltar.

Loiceño, has de marcar

en el tiempo

el orgullo de tu honor;

tu vehemencia

ha de encontrar

luz divina

en horizontes de alta mar.

Unidos vamos adelante,

unidos en amor y paz;

nuestra historia

es la esperanza

que a nuestra patria

hará triunfar.

Cultiva tu tierra, es tesoro,

estudia y lucha

sin cesar,

que Loíza es hija digna

de Borinquén,

pueblo de amor y paz.

## Kultur und Sehenswürdigkeiten

### Musik
Der Stadtteil Loíza Aldea ist in ganz Puerto Rico als Talentschuppen für Tänzer und Künstler bekannt. In dem ehemaligen Zentrum für schwarze Musik entwickelte sich der Musikstil Plena. Jedes Jahr findet eine Parade statt, bei der die Teilnehmer bunte Masken aus Kokosnuss, die sogenannten Vejigante-Masken, (sp.:Máscaras de Vejigante) tragen.

### Bauwerke
Die wichtigsten Bauwerke sind die Kirche St. Patrick und das Ayala Family Artesan Centre.

### Naturdenkmäler
In Loíza kann man die Höhle María de la Cruz und die Lagune Piñones erkunden sowie an den Stränden Aviones und Vacía Talega und auf dem Julia de Burgos Walk flanieren.

### Regelmäßige Veranstaltungen
Im Februar feiert man den Mayombe Carnival. Im März findet das Festival zu Ehren von San Patricio statt und im Juli die Feier für Santiago Apóstol.

## Wirtschaft und Infrastruktur
Loíza lebt von der Fischerei und dem Anbau von Kokosnüssen, Früchten und Zuckerrohr.

## Persönlichkeiten

### Söhne und Töchter der Stadt
- Belen Zequeria de Cuevas
- Castor Ayala – Künstler
- Francisco E. Mundo Arzuaga – Bürgermeister und Professor
- Ramón Suárez – Gründer des Mimiya Hospital in Santurce
- William Cepeda (* 1960) – Jazzmusiker
- Tego Calderón (* 1972) – Reggaeton-Sänger